# Cropton
Cropton est un village et une paroisse civile du Yorkshire du Nord, en Angleterre.
En 2011, sa population était de 321 habitants.

## Personnalités
- William Scoresby (1760-1829), baleinier et son fils William Scoresby (1789-1857), y sont nés.